# Midyat

Midyat

Midyat – miasto w Turcji w prowincji Mardin.
Według danych na rok 2000 miasto zamieszkiwało 56 669 osób.